# Убийство на Коранском мосту
Убийство на Коранском мосту (серб. Злочин на Коранском мосту) — преступления против военнопленных резервистов югославской армии, совершённые в городе Карловац хорватскими солдатами и служащими МВД 21 сентября 1991 года.
Во время войны в Хорватии город Карловац находился под контролем сил Национальной гвардии Хорватии и отрядов хорватского Министерства внутренних дел. Близ города находились казармы Югославской народной армии. 21 сентября 1991 года на мосту через реку Корану хорватскими солдатами и полицейскими были остановлены два грузовика югославской армии, которые перевозили нескольких военнослужащих и резервистов из казармы «Мекушье» в казарму «Логориште».
После остановки грузовиков хорватские солдаты потребовали от югославских военнослужащих сложить оружие, обещая в обмен на это отпустить их. После того, как солдаты ЮНА выполнили это требование, часть из них была схвачена и отвезена в местный отдел МВД. Оставшиеся, в основном резервисты из населенного сербами села Крняк, были убиты четырьмя хорватами, расстрелявшими резервистов из автоматов. 13 человек погибли, троим удалось спрыгнуть с моста и спастись. Ещё один резервист выжил, закрытый телами погибших.
Под давлением со стороны международного сообщества Окружная прокуратура Карловаца в 1992 году выдвинула обвинение против бойца отдельного подразделения МВД Карловаца Михайло Храстова. Спустя год он был признан невиновным и в последующие несколько лет получил ряд наград, в том числе был награждён президентом Хорватии Франьо Туджманом Орденом Николы Шубича-Зринского. На процессе в 2002 году Храстов вновь был признан невиновным в убийстве резервистов. Аналогичное решение было принято и на суде в 2007 году. Затем это дело рассматривал Верховный суд Хорватии. Трижды он признавал Храстова виновным — дважды в 2009 году и в 2012 году, когда он был приговорен к четырём годам тюремного заключения. Первые два приговора из 2009 года были отменены Конституционным судом Хорватии.